# 彈射飛機商船

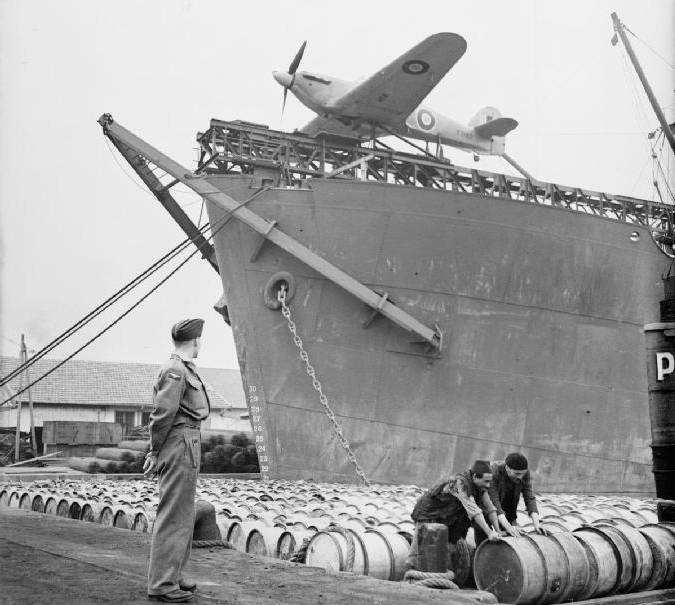
海飓风战斗机W9182号在商船的弹射器上

彈射飛機商船（CAM ship，catapult aircraft merchant ship） 是第二次世界大戰初期英国以商船裝設火箭彈射器藉以提供空中掩護的簡易航空母艦，作為護衛航空母艦未完工前的戰力應急方案；不過這幾艘改裝艦艇並沒有被軍方徵收為軍艦，在任務執行期間她們的身分仍舊是商船，因此彈射飛機商船由英國商船隊指揮，並不屬英國皇家海軍戰鬥序列之內。

## 缘起

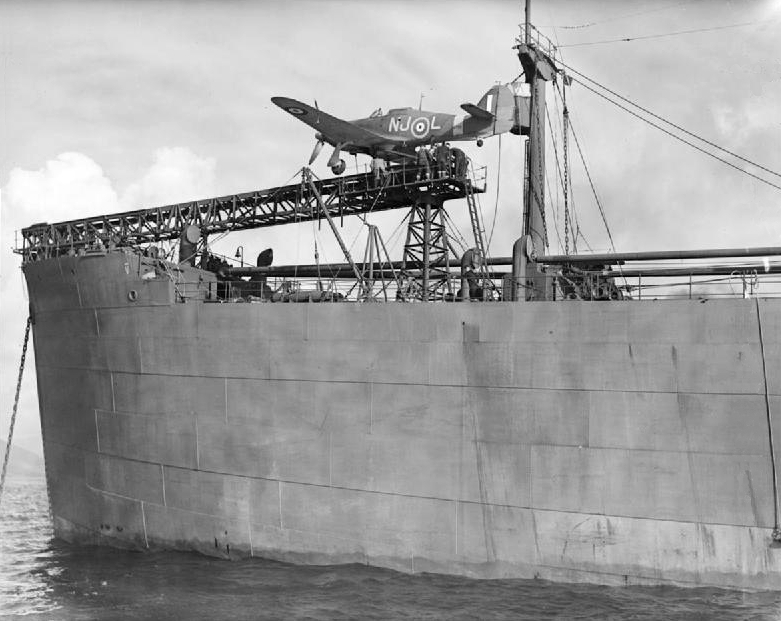
一架等待发射的海飓风Mk IA在弹射飞机商船上，格里诺克，1941年

從1940年6月法國向納粹德國投降後，德國空軍開始使用法國境內的機場反制英國，德國以客機研改了航程達2000海浬的Fw 200偵察機，從1940年秋季駐紮在波尔多-梅里尼亚克机场。該基地遠離英國本土，故無法被英國起飛的戰鬥機攔截；Fw 200的航程不僅是比斯開灣，還可涵蓋從大西洋進入英國的大部分區域，她不僅可以自行對船團襲擾，也能回報海上動向，讓U型潛艇狼群得到更精確的敵情可以發動襲擊。英國了解海上巡邏機對輸送船團的威脅，但苦於航空母艦數量不足，要抽調掩護所有船團是不可能的任務。
為了應急，皇家海軍在1940年徵調了5艘商船改造為戰鬥機彈射船；這些船在艦艏裝了一組發射軌道，軌道上配置1架裝有火箭推進起飛裝置的飓风战斗机，一旦敵機臨空，飛機隨即起飛驅趕擊落；由於Fw 200雖然航程長，但是仍舊是客機改造的巡邏機，機體結構強度、操作性等層面都不及軍用機牢固，在1940年末性能已居二線的颶風戰鬥機性能仍足以一戰。戰鬥結束後，戰鬥機就在靠近船隻旁迫降，飛行員由船隻救回，把戰機視為消耗品的做法避免失去制空權對船團造成更大的損害。簡易發射系統在1941年完成測試，皇家海軍決定讓50組裝備配發在英國商船上應急，艦載機最初為颶風Mark I，後續更換為海颶風戰機。CAM船最後總計改造了35艘，其中8艘自民間收購、27艘由戰爭運輸部持有的帝國船舶內移交改裝。
彈射飛機商船的戰鬥機組員為英國皇家空軍提供，皇家空軍為了這件任務在1941年5月在利物浦梅西河畔的斯皮克機場組成貨輪戰鬥機戰隊；結束訓練後，戰隊組員會分配到幾個主要商港：利物浦、格拉斯哥、埃文茅斯，並在當地將他們的戰鬥機裝設上艦。一般來講，一個戰隊組編成會有：1-2位戰機飛官、1位鉗工、1位機械技師、1位無線電手、1位指揮軍官、1位彈射器操作手；CAM船從1941年5月28日隨同OB 327船團首次執行任務，不過船隻在同年6月2日遭U-108號潛艦擊沉。皇家空軍的飛機戰隊完成換裝訓練則晚於第一次任務，直到1941年5月31日第一支編組才在格里諾克克萊德河由帝國彩虹號貨輪起飛，飛機降落在Abbotsinch。
1941年6月，6艘CAM船開始進行任務；不過因為船上大部分時間無法進行訓練，當CAM船抵達船團終點後會彈射飛機，讓飛官有時間飛行避免技巧生疏，在完成2次船團護衛任務後飛官將調換單位，避免過長時間未飛行。
在CAM船退出戰鬥序列前，共實施過9次作戰任務，擊落了8架、擊傷1架德國戰機；飛行員則有8次成功獲救、1次拯救失敗。

### 書目
- Barker, Ralph. . London: Pelham Books. 1978. ISBN 0-7207-0994-6.
- Hague, Arnold. . Naval Institute Press. 2000. ISBN 1-55750-019-3.
- Mitchell, W H, and Sawyer, L A. . London, New York, Hamburg, Hong Kong: Lloyd's of London Press Ltd. 1990. ISBN 1-85044-275-4.
- Wise, James E. Jr. . . 1974.